# بوزجا (آک‌یورت)
بوزجا (به لاتین: Bozca) یک منطقهٔ مسکونی در ترکیه است که در اکیورت واقع شده‌است.